# 7707 Yes
7707 Yes (1993 HM1) là một tiểu hành tinh vành đai chính được phát hiện ngày 17 tháng 4 năm 1993 bởi C. W. Hergenrother ở Catalina Station. Nó được đặt theo tên ban nhạc progressive rock Yes.